# Krystalová hala
Krystalová hala (ázerbájdžánsky: Kristal Zalı) je víceúčelová hala v ázerbájdžánském hlavním městě Baku. Byla postavena roku 2012, slavnostně ji 7. května otevřel prezident Ilham Alijev. Stavba trvala asi rok. První akcí, která se zde konala, bylo finále pěvecké soutěže Eurovison Song Contest, speciálně pro nějž byla stavěna. Šlo o největší arénu, v jaké se kdy finále této soutěže konalo. Využívat lze halu i pro sportovní akce, pak nabízí 12 tisíc míst k sezení. Při koncertech ji může naplnit zhruba 27 tisíc lidí. Plocha haly je 10 964 m2. Výška 24 metrů. Unikátní architektonické řešení připravila hamburská kancelář Gerkan, Marg a partneři. Vlastníkem haly je město Baku. V hale již koncertovala řada světových umělců, mj. Jennifer Lopezová, Shakira, Rihanna nebo Christina Aguilera. Sportovního využití se hale dostalo zejména v roce 2015, kdy se v ní konaly boxerské, karatistické, taekwondistické, šermířské a volejbalové soutěže Evropských her.